# جولای گلوقهوه‌ای جنوبی
جولای گلوقهوه‌ای جنوبی (نام علمی: Ploceus xanthopterus) نام یک گونه از سرده جولاها است.